# Фиумара
Фиума̀ра (на италиански: Fiumara, на местен диалект Sciumara 'i Muru, Шумара и Муру) е село и община в Южна Италия, провинция Реджо Калабрия, регион Калабрия. Разположено е на 192 m надморска височина. Населението на общината е 1027 души (към 2012 г.).